# Stora Teatern
El Stora Teatern (Gran Teatro, en sueco) es un teatro de la ciudad sueca de Gotemburgo.
Popularmente llamado Storan, y permite presentaciones de piezas de teatro y de música. Fue inaugurado en 1859, en un edificio blanco en estilo neorenascentista, situado en la avenida Kungsportsavenyn. Fue el teatro principal de Gotemburgo hasta 1994, año en que apareció la Ópera de Gotemburgo. Desde entonces es una filial del Teatro Municipal de Gotemburgo.

## Galería

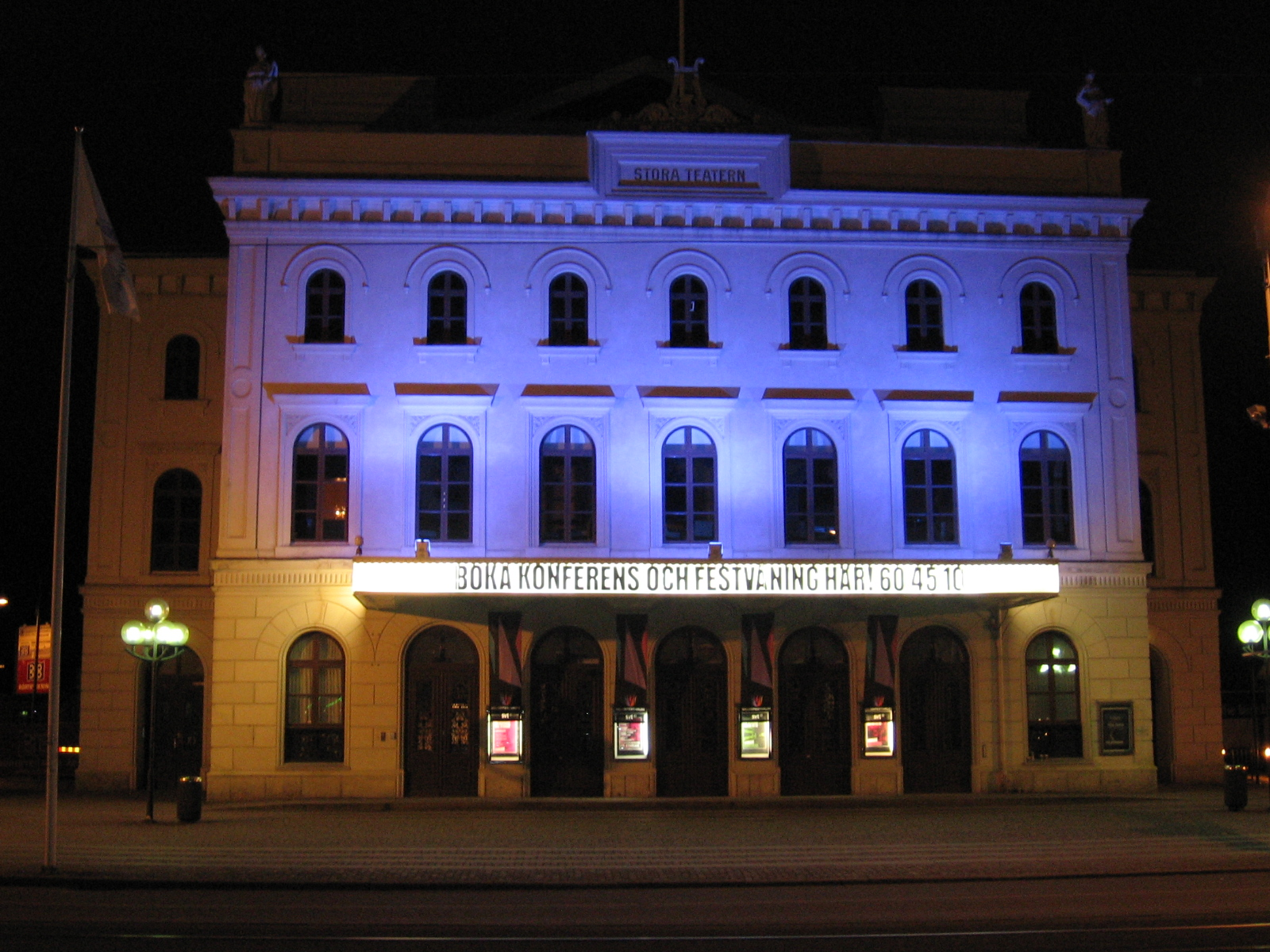
A La noche
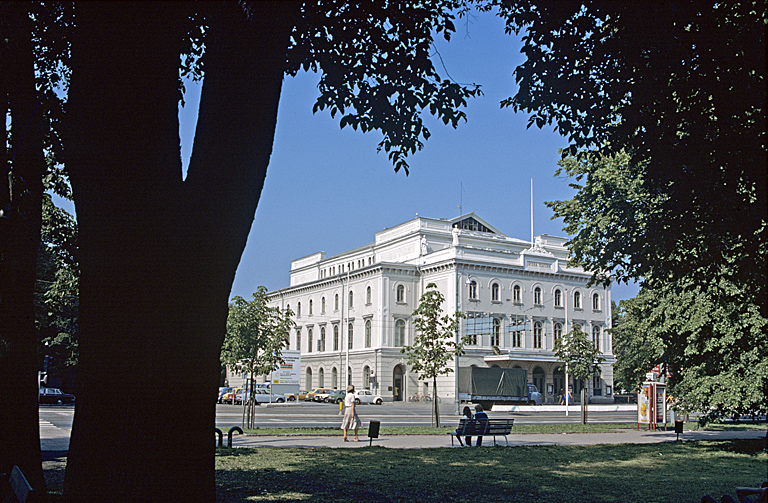
Un día de primavera